# Gunupur
Gunupur é uma cidade e uma notified area committee no distrito de Rayagada, no estado indiano de Orissa.

## Geografia
Gunupur está localizada a 19° 05′ N, 83° 49′ L. Tem uma altitude média de 83 metros (272 pés).

## Demografia
Segundo o censo de 2001, Gunupur tinha uma população de 21,196 habitantes. Os indivíduos do sexo masculino constituem 50% da população e os do sexo feminino 50%. Gunupur tem uma taxa de literacia de 63%, superior à média nacional de 59.5%: a literacia no sexo masculino é de 72% e no sexo feminino é de 55%. Em Gunupur, 11% da população está abaixo dos 6 anos de idade.